# Radek Černý
Radek Černý (ur. 18 lutego 1974 w Pradze) – czeski bramkarz.
Karierę piłkarską Černý rozpoczynał w czeskim klubie piłkarskim Union Cheb. Był etatowym bramkarzem reprezentacji młodzieżowej swojego kraju. Barw tego zespołu bronił przez 5 lat, zanim trafił do Slavii Praga. Spędził tam prawie osiem pełnych sezonów, notując w tym okresie 170 występów w oficjalnych pojedynkach.
W styczniu 2005 roku ze Slavii trafił do Tottenhamu Hotspur na trzyletnie wypożyczenie. Frank Arnesen, ówczesny dyrektor sportowy sprowadził Czecha, gdyż Kasey Keller przeniósł się do Borussii Mönchengladbach. Od samego początku przygody z klubem z północnego Londynu Černý miał być tylko zmiennikiem Paula Robinsona. Latem 2008 został piłkarzem Queens Park Rangers F.C.